# Жултово
Жултово (пол. Żółtowo) — село в Польщі, у гміні Мохово Серпецького повіту Мазовецького воєводства.
Населення — 101 особа (2011).
У 1975-1998 роках село належало до Плоцького воєводства.

## Демографія
Демографічна структура станом на 31 березня 2011 року:
|          | Загалом | Допрацездатний вік | Працездатний вік | Постпрацездатний вік |
| -------- | ------- | ------------------ | ---------------- | -------------------- |
| Чоловіки | 49      | 15                 | 31               | 3                    |
| Жінки    | 52      | 15                 | 28               | 9                    |
| Разом    | 101     | 30                 | 59               | 12                   |